# Ministri delle poste del Regno d'Italia
I ministri delle poste del Regno d'Italia si sono avvicendati dal 1889 (istituzione del dicastero) al 1946 (nascita della Repubblica Italiana).
| Foto                                           | Ministro                                                 | Mandato                              | Governo               | Legislatura                        |
| ---------------------------------------------- | -------------------------------------------------------- | ------------------------------------ | --------------------- | ---------------------------------- |
| Ministro delle poste e dei telegrafi           |                                                          |                                      |                       |                                    |
|                                                | Pietro Lacava                                            | 10 marzo 1889 - 6 febbraio 1891      | Governo Crispi II     | Legislatura XVII                   |
|                                                | Ascanio Branca                                           | 6 febbraio 1891 - 15 maggio 1892     | Governo di Rudinì I   | Legislatura XVII                   |
|                                                | Camillo Finocchiaro Aprile                               | 15 maggio 1892 - 15 dicembre 1893    | Governo Giolitti I    | Legislatura XVII                   |
|                                                | Maggiorino Ferraris                                      | 15 dicembre 1893 - 14 giugno 1894    | Governo Crispi III    | Legislatura XVIII                  |
| 14 giugno 1894 - 10 marzo 1896                 | Maggiorino Ferraris                                      | Governo Crispi IV                    | Legislatura XVIII     |                                    |
|                                                | Pietro Carmine                                           | 10 marzo 1896 - 11 luglio 1896       | Governo di Rudinì II  | Legislatura XIX                    |
|                                                | Emilio Sineo                                             | 11 luglio 1896 - 14 dicembre 1897    | Governo di Rudinì III | Legislatura XIX                    |
| 14 dicembre 1897 - 26 febbraio 1898            | Emilio Sineo                                             | Governo di Rudinì IV                 | Legislatura XX        |                                    |
|                                                | Luigi Luzzatti                                           | Governo di Rudinì IV                 | Legislatura XX        | 26 febbraio 1898 - 1º giugno 1898  |
|                                                | Secondo Frola                                            | 1º giugno 1898 - 29 giugno 1898      | Governo di Rudinì V   | Legislatura XX                     |
|                                                | Nunzio Nasi                                              | 29 giugno 1898 - 14 maggio 1899      | Governo Pelloux I     | Legislatura XX                     |
|                                                | Antonino Paternò-Castello                                | 14 maggio 1899 - 24 giugno 1900      | Governo Pelloux II    | Legislatura XX                     |
|                                                | Alessandro Pascolato                                     | 24 giugno 1900 - 15 febbraio 1901    | Governo Saracco       | Legislatura XXI                    |
|                                                | Tancredi Galimberti                                      | 15 febbraio 1901 - 3 settembre 1903  | Governo Zanardelli    | Legislatura XXI                    |
|                                                | Enrico Stelluti Scala                                    | 3 settembre 1903 - 5 dicembre 1904   | Governo Giolitti II   | Legislatura XXI                    |
|                                                | Francesco Tedesco                                        | 5 dicembre 1904 - 12 marzo 1905      | Governo Giolitti II   | Legislatura XXI                    |
| 12 marzo 1905 - 27 marzo 1905                  | Francesco Tedesco                                        | Governo Tittoni                      | Legislatura XXII      |                                    |
|                                                | Gismondo Morelli Gualtierotti                            | 27 marzo 1905 - 24 dicembre 1905     | Governo Fortis I      | Legislatura XXII                   |
|                                                | Ignazio Marsengo-Bastia                                  | 24 dicembre 1905 - 8 febbraio 1906   | Governo Fortis II     | Legislatura XXII                   |
|                                                | Alfredo Baccelli                                         | 8 febbraio 1906 - 29 maggio 1906     | Governo Sonnino I     | Legislatura XXII                   |
|                                                | Carlo Schanzer                                           | 29 maggio 1906 - 10 dicembre 1909    | Governo Giolitti III  | Legislatura XXII                   |
|                                                | Ugo di Sant'Onofrio del Castillo                         | 11 dicembre 1909 - 31 marzo 1910     | Governo Sonnino II    | Legislatura XXIII                  |
|                                                | Augusto Ciuffelli                                        | 31 marzo 1910 - 29 marzo 1911        | Governo Luzzatti      | Legislatura XXIII                  |
|                                                | Teobaldo Calissano                                       | 29 marzo 1911 - 28 settembre 1913    | Governo Giolitti IV   | Legislatura XXIII                  |
|                                                | Francesco Tedesco                                        | 28 settembre 1913 - 24 novembre 1913 | Governo Giolitti IV   | Legislatura XXIII                  |
|                                                | Gaspare Colosimo                                         | 24 novembre 1913- 21 marzo 1914      | Governo Giolitti IV   | Legislatura XXIII                  |
|                                                | Vincenzo Riccio                                          | 21 marzo 1914 - 31 ottobre 1914      | Governo Salandra I    | Legislatura XXIV                   |
| 31 ottobre 1914 - 18 giugno 1916               | Vincenzo Riccio                                          | Governo Salandra II                  | Legislatura XXIV      |                                    |
|                                                | Luigi Fera                                               | 18 giugno 1916 - 30 ottobre 1917     | Governo Boselli       | Legislatura XXIV                   |
| 30 ottobre 1917 - 23 giugno 1919               | Luigi Fera                                               | Governo Orlando                      | Legislatura XXIV      |                                    |
|                                                | Pietro Chimienti                                         | 23 giugno 1919 - 14 marzo 1920       | Governo Nitti I       | Legislatura XXIV                   |
|                                                | Giulio Alessio                                           | 14 marzo 1920 - 21 maggio 1920       | Governo Nitti I       | Legislatura XXIV                   |
|                                                | Giuseppe Paratore                                        | 21 maggio 1920 - 15 giugno 1920      | Governo Nitti II      | Legislatura XXV                    |
|                                                | Rosario Pasqualino Vassallo                              | 15 giugno 1920 - 4 luglio 1921       | Governo Giolitti V    | Legislatura XXV                    |
|                                                | Vincenzo Giuffrida (democratico-sociale)                 | 4 luglio 1921 - 26 febbraio 1922     | Governo Bonomi I      | Legislatura XXVI                   |
|                                                | Giovanni Antonio Colonna di Cesarò (democratico-sociale) | 26 febbraio 1922 - 2 marzo 1922      | Governo Facta I       | Legislatura XXVI                   |
|                                                | Luigi Fulci                                              | 2 marzo 1922 - 1º agosto 1922        | Governo Facta I       | Legislatura XXVI                   |
| 1º agosto 1922 - 28 ottobre 1922               | Luigi Fulci                                              | Governo Facta II                     | Legislatura XXVI      |                                    |
| Ministro delle comunicazioni                   |                                                          |                                      |                       |                                    |
|                                                | Giovanni Antonio Colonna di Cesarò (PDS)                 | 28 ottobre 1922 - 5 febbraio 1924    | Governo Mussolini     | Legislatura XXVII                  |
|                                                | Costanzo Ciano (PNF)                                     | 5 febbraio 1924 - 30 aprile 1924     | Governo Mussolini     | Legislatura XXVII                  |
| 30 aprile 1924 - 12 settembre 1929             | Costanzo Ciano (PNF)                                     |                                      | Governo Mussolini     | Legislatura XXVII                  |
| 12 settembre 1929 - 29 gennaio 1934            | Costanzo Ciano (PNF)                                     | Legislatura XXVIII                   | Governo Mussolini     |                                    |
| 29 gennaio 1934 - 30 aprile 1934               | Costanzo Ciano (PNF)                                     | Legislatura XXIX                     | Governo Mussolini     |                                    |
|                                                | Umberto Puppini                                          | Legislatura XXIX                     | Governo Mussolini     | 30 aprile 1934 - 24 gennaio 1935   |
|                                                | Antonio Stefano Benni                                    | Legislatura XXIX                     | Governo Mussolini     | 24 gennaio 1935 - 2 marzo 1939     |
| 2 marzo 1939 - 31 ottobre 1939                 | Antonio Stefano Benni                                    | Legislatura XXX                      | Governo Mussolini     |                                    |
|                                                | Horst Venturi                                            | Legislatura XXX                      | Governo Mussolini     | 31 ottobre 1939 - 6 febbraio 1943  |
|                                                | Vittorio Cini                                            | Legislatura XXX                      | Governo Mussolini     | 6 febbraio 1943 - 24 luglio 1943   |
|                                                | Giuseppe Peverelli                                       | Legislatura XXX                      | Governo Mussolini     | 24 luglio 1943 - 25 luglio 1943    |
|                                                | Federico Amoroso                                         | 26 luglio 1943 - 16 novembre 1943    | Governo Badoglio I    | Periodo costituzionale transitorio |
|                                                | Tommaso Siciliani                                        | 16 novembre 1943 - 17 aprile 1944    | Governo Badoglio I    | Periodo costituzionale transitorio |
|                                                | Francesco Cerabona (PDL)                                 | 22 aprile 1944 - 8 giugno 1944       | Governo Badoglio II   | Periodo costituzionale transitorio |
| 18 giugno 1944 - 10 dicembre 1944              | Francesco Cerabona (PDL)                                 | Governo Bonomi II                    |                       | Periodo costituzionale transitorio |
| Ministro delle poste e delle telecomunicazioni |                                                          |                                      |                       |                                    |
|                                                | Mario Cevolotto (PDL)                                    | 12 dicembre 1944 - 19 giugno 1945    | Governo Bonomi III    | Periodo costituzionale transitorio |
|                                                | Mario Scelba (DC)                                        | 21 giugno 1945 - 8 dicembre 1945     | Governo Parri         | Periodo costituzionale transitorio |
| 10 dicembre 1945 - 1º luglio 1946              | Mario Scelba (DC)                                        | Governo De Gasperi I                 |                       | Periodo costituzionale transitorio |